# Батлер, Томас, 7-й граф Ормонд

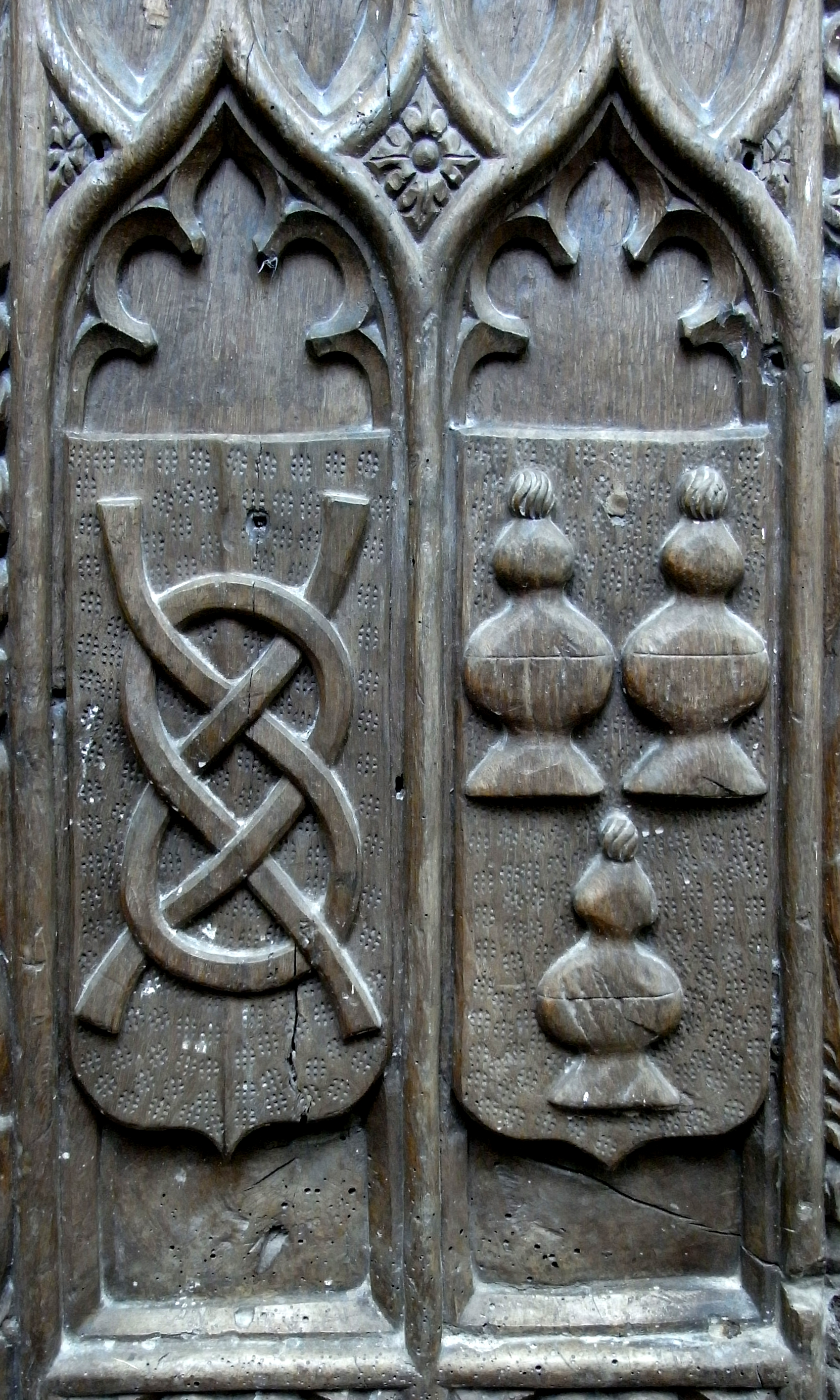
Церковь в Монкли (графство Девон), родовой герб Томаса Батлера, графа Ормонда — пара готических копий, в них — пара щитов, на левом щите — геральдический узел (Ormond knot), на правом щите — троица перевёрнутых вверх дном пустых кубков вина

То́мас Ба́тлер (англ. Thomas Butler, 7th Earl of Ormond; 1426 — 3 августа 1515) — англо-ирландский аристократ и пэр, 7-й граф Ормонд (1477—1515).

## Биография
Младший (третий) сын Джеймса Батлера, 4-го графа Ормонда (1393—1452), и его первой жены, Джоан де Бошан (умерла в 1430). У него было два старших брата, Джеймс Батлер, 5-й граф Ормонд, и Джон Батлер, 6-й граф Ормонд, а также две сестры, Элизабет Батлер, жена Джона Толбота, 2-го графа Шрусбери, и Энн Батлер (умерла в 1435), которая должна была выйти замуж за Томаса Фицджеральда, 7-го графа Десмонда, но их брак так и не состоялся.
В мае 1471 года Томас Батлер сражался на стороне Ланкастерского дома в битве при Тьюксбери, где попал в плен к Йоркам. 21 августа того же года попал под общую амнистию и был освобожден из плена.
В 1476 или 1477 году после смерти своего старшего брата Джона Батлера, 6-го графа Ормонда, не женатого и не оставившего после себя законного потомства, Томас стал 7-м графом Ормондом, унаследовав родовые замки и поместья в провинции Манстер.
В ноябре 1485 года английский парламент полностью отменил конфискацию владений графа Ормонда. Батлер, будучи пэром Ирландии, заседал в Ирландской палате лордов. Однако, будучи личным другом короля Генриха VII Тюдора, он получил в ноябре 1488 года вызов в английский парламент как шевалье Томас Ормонд де Рочфорд. В январе того же года для него был создан титул лорда Ормонда в системе пэрства Англии. Позднее Томас был приведён к присяге как член Тайного совета Англии. В 1497 году он был послом короля Англии в Бургундии.
Батлер был известен как «Шерстяной граф» из-за своего огромного богатства. Помимо земель в ирландских графствах Килкенни и Типперэри, ему принадлежало 72 поместья в самой Англии, что делало его одним из самых богатых вельмож в английском королевстве.
В 1509—1512 годах граф Ормонд занимал должность лорда-камергера Екатерины Арагонской, жены нового короля Англии Генриха VIII Тюдора.

## Браки и дети
Томас Батлер, 7-й граф Ормонд, был дважды женат. Его первой женой в 1445 году стала Энн Хэнкфорд (1431 — 13 ноября 1485), дочь и наследница сэра Ричарда Хэнкфорда (ок. 1397—1431), и его второй жены, леди Энн Монтегю (ум. 1457), дочери Джона Монтегю, 3-го графа Солсбери (ок. 1350—1400). От первого брака у Томаса Батлера было две дочери, которые унаследовали поместья Батлера в Англии:
- Леди Энн Батлер (ок. 1455 — 5 июня 1533), 1-й муж — эсквайр Эмброуз Крессэкр, 2-й муж — сэр Джеймс Сент-Леджер (ум. 1509), от брака с которым у неё было два сына: сэр Джордж Сент-Леджер и сэр Джеймс Сент-Леджер.
- Леди Маргарет Батлер (ок. 1460—1539/40), жена сэра Уильяма Болейна (1451—1505), от брака с которым у неё было шесть сыновей и пять дочерей, в том числе: Томас Болейн, 1-й граф Уилтшир, отец королевы Анны Болейн, второй жены короля Генриха VIII Тюдора.

Вторично в 1486 году он женился на Лоре Беркли (1454—1501), вдове Джона Блаунта, 3-го барона Маунтджоя (ок. 1450—1485), и сэра Томаса Монтгомери (ум. 1495), дочери Эдварда Беркли из замка Беверстон (ум. 1506), и его жены, Кристиан Холт (ум. 1468), второй дочери Ричарда Холта. От второй жены у графа Ормонда была одна дочь:
- Леди Элизабет Батлер (ум. 1510).

## Смерть и преемственность
С 1505 по 1515 год граф Ормонд провёл в Англии. Он скончался 3 августа 1515 года и был похоронен в часовне госпиталя Святого Фомы Акрского в Лондоне. Так как у него не было сыновей, графский титул унаследовал его дальний родственник, Пирс Батлер (1467—1539), ставший 8-м графом Ормондом и 1-м графом Оссори. Пирс был сыном сэра Джеймса Батлера из Полстауна (ум. 1487) и внуком сэра Эдмунда МакРичарда Батлера (1420—1464), внука Джеймса Батлера, 3-го графа Ормонда (ок. 1359—1405) из замка Гауран.